# داني إسبينوزا
داني إسبينوزا (بالإنجليزية: Danny Espinosa)‏ هو لاعب كرة قاعدة أمريكي، ولد في 25 أبريل 1987 في سانتا آنا في الولايات المتحدة.

## وصلات خارجية
- داني إسبينوزا على موقع دوري كرة القاعدة الرئيسي (الإنجليزية)
- داني إسبينوزا على موقعبيزبول رفرنس.كوم (الدوري الرئيسي) (الإنجليزية)
- داني إسبينوزا على موقعبيزبول رفرنس.كوم (الدوري الثانوي) (الإنجليزية)
- داني إسبينوزا على موقع إي إس بي إن.كوم (أم.أل.بي) (الإنجليزية)
- داني إسبينوزا على موقع مشجعي الرسوم البيانية (الإنجليزية)
- داني إسبينوزا على موقع أوليمبيديا (الإنجليزية)